# Чакановце (Кошице-околина)
Чакановце (слч. Čakanovce) насељено је мјесто са административним статусом сеоске општине (слч. obec) у округу Кошице-околина, у Кошичком крају, Словачка Република.

## Становништво
| Година:    | 1994. | 2004.    | 2014.    | 2024.    |
| ---------- | ----- | -------- | -------- | -------- |
| Број људи: | 462   | 559      | 654      | 761      |
| Разлика:   |       | +20,99 % | +16,99 % | +16,36 % |

| Година:    | 2023. | 2024.   |
| ---------- | ----- | ------- |
| Број људи: | 734   | 761     |
| Разлика:   |       | +3,67 % |

Према подацима о броју становника из 2011. године насеље је имало 629 становника.